# Abelov teorem
Abelov teorem je jedan od temeljnih teorema u matematičkoj analizi, posebice u proučavanju reda funkcija. Teorem je nazvan po norveškom matematičaru Nielsu Henriku Abelu.
Iskaz teorema glasi:
Ako red potencija {\displaystyle \sum _{k=0}^{\infty }a_{k}x^{k}} konvergira u točki {\displaystyle x_{0}\neq 0}, tada taj red konvergira apsolutno i uniformno na svakom segmentu {\displaystyle [-a,a]\subset (-|x_{0}|,|x_{0}|)}.

## Dokaz
Neka je {\displaystyle x\in [-a,a]} proizvoljan. Red {\displaystyle \sum _{k=0}^{\infty }ak{x_{0}}^{k}} konvergira pa je niz {\displaystyle (a_{k}{x_{0}}^{k}} nula niz (niz s limesom u nuli), a time je to i ograničen niz. Dakle, postoji konstanta {\displaystyle M>0} takva da je {\displaystyle |a_{k}{x_{0}}^{k}|<M,k=0,1,2,...} Odavde i iz {\displaystyle a_{k}x^{k}=a_{k}{x_{0}}^{k}({\frac {x}{x_{0}}})^{k}} dobivamo {\displaystyle |a_{k}x^{k}|=|a_{k}{x_{0}}^{k}|\cdot |{\frac {x}{x_{0}}}|^{k}<M\cdot |{\frac {x}{x_{0}}}|^{k}\leq M\cdot |{\frac {a}{x_{0}}}|^{k}.}(*) 
Kako je {\displaystyle 0<a<|x_{0}|}, lako zaključujemo da geometrijski red {\displaystyle \sum _{k=0}^{\infty }|{\frac {a}{x_{0}}}|^{k}} konvergira, a zbog
(*) slijedi apsolutna i uniformna konvergencija reda {\displaystyle \sum _{k=0}^{\infty }a^{k}x^{k}} na segmentu {\displaystyle [-a,a]}.